# Mynes opalina
Mynes opalina är en fjärilsart som beskrevs av Hans Fruhstorfer 1909. Mynes opalina ingår i släktet Mynes och familjen praktfjärilar. Inga underarter finns listade i Catalogue of Life.